# Акты насилия (фильм, 2018)
«Акты насилия» (англ. Acts of Violence) — американский приключенческий фильм 2018 года, снятый режиссёром Бретт Доноху по сценарию Николя Аарон Меццанато. Съёмки фильма проходили в Кливленде, штат Огайо, в марте 2017 года.  Фильм был выпущен 12 января 2018 года в ограниченном прокате в кинотеатрах, а также на DVD по запросу Lionsgate Premiere.
Несмотря на неплохой актёрский состав, фильм получил в основном негативные отзывы от критиков.

## Сюжет
Когда невесту Романа МакГрегора похищают работорговцы Кливленда, чтобы сделать из неё проститутку, он прибегает к помощи своих старших братьев Деклана и Брэндона. Втроём они начинают поиски невесты, попутно верша правосудие над преступниками.

## В ролях
- Брюс Уиллис — детектив Джеймс Эйвери, ветеран полиции, расследующий дела о похищениях девушек. Два года следит за Максом, но не может его арестовать из-за своего начальства.
- Коул Хаузер — Деклан МакГрегор, ветеран войны в Афганистане, одинокий и холодный человек. Готов на всё, чтобы защитить свою семью. Пишет стихи, которые звучат в начале и конце фильма.
- Эштон Холмс — Роман МакГрегор, младший из трёх братьев, жених Мии. Работает фельдшером в службе скорой помощи. Ему приходится научиться обращению с оружием, чтобы спасти невесту.
- Шон Эшмор — Брэндон МакГрегор, средний брат, муж Джессы. Как и Деклан, служил в армии.
- Мелисса Болона — Мия, невеста Романа, которая выросла вместе с ним и его братьями. Стала жертвой похищения.
- Шон Броснан — Винц, преступник-наркоторговец, занимающийся похищениями для своего босса Макса.
- София Буш — детектив Брук Бэйкер, напарница Эйвери.
- Майк Эппс — Макс Ливингстоун, жестокий криминальный босс Кливленда.
- Тиффани Броувер — Джесса МакГрегор, жена Брэндона.
- Дженна Б. Келли — Хейли, подруга Мии, которая была вместе с ней в клубе.
- Бойд Кестнер — Стивенс, полицейский, бывший морской пехотинец. Помогает Эйвери в его первой облаве на притон.